# 京濱東北線
京濱東北線（日语：／ Keihin-tōhoku sen */?）是東日本旅客鐵道（JR東日本）的通勤列車運行系統之一，由埼玉縣埼玉市大宮區大宮站開始，途經東京都千代田區東京站，至神奈川縣橫濱市西區橫濱站為止。路線的正式編制上，大宮站－東京站之間為東北本線的電車線，東京站－橫濱站之間為東海道本線的電車線。全線縱貫東京都心東半側，是東京首都圈重要的通勤鐵路路線。車站編號使用的路線記號為JK。
運行形態上，本線與橫濱站－磯子站－大船站之間的根岸線路段直通運行，在路線標示上常合稱「京濱東北·根岸線」。以下在必要時會包括根岸線大宮站－大船站之間的路段記述。

## 名稱由來與重要性
京濱東北線的名稱來自「京濱」及「東北」。「京濱」指東海道本線從起點站東京至橫濱站之間的路段，連結了東京、橫濱這兩座日本大城；「東北」則指東北本線從起點站東京以北的路段。此名只是方便旅客使用的通稱，不是JR東日本正式的路線管理用名稱。雖然京濱東北線使用專用線路，但路線正式來說分屬兩個線區：東京站以北的路段（東京－大宮）屬於東北本線電車線；東京站以南的路段（東京－橫濱）則屬於東海道本線電車線。只是因為政府、車廂及車站的廣播、有關的鐵路營運者和傳媒均使用「京濱東北線」這個名稱而得以普及。
自京濱東北線前身——京濱線於1914年開業以來，這條路線很長時間是唯一縱貫東京市中心的鐵路線，也因此直到現在還是東京首都圈擁有最多班次和最多列車的鐵路路線（83列830輛）。2001年以後則有埼京線和湘南新宿線經池袋站和新宿站從南北方向貫穿東京副都心區域，分擔部份運輸責任。上野東京線通車後，東北本線列車線（宇都宮線、高崎線）和東海道線的列車互相直通運行，分散京濱東北線一直以來作為貫穿東京市中心的鐵路路線的責任。
京濱東北線的代表顏色為天藍色，這顏色也應用在車身顏色帶和站內標示京濱東北線的設施。

## 路線資料
※詳細路線圖請參考：京濱東北線RDT
包括根岸線大宮－大船的路段。
- 管轄（事業種別）：東日本旅客鐵道（第一種鐵道事業者）
  - 大宮－川口：大宮支社（日语：東日本旅客鉄道大宮支社）
  - 赤羽－蒲田：東京支社（日语：東日本旅客鉄道東京支社）
  - 川崎－大船：橫濱支社（日语：東日本旅客鉄道横浜支社）
- 路段（營業距離）：大宮－大船 81.2公里
  - 大宮－東京：30.3公里（東北本線）
  - 東京－橫濱：28.8公里（東海道本線）
  - 橫濱－大船：22.1公里（根岸線）
- 軌距：1067毫米
- 站數：京濱東北線35個（包括起終點站）、根岸線11個（橫濱站除外）
- 複線路段：全線
- 電氣化路段：全線（直流1500V）
- 閉塞方式：
  - 大宮－櫻木町：ATC方式
  - 櫻木町－大船：ATC方式的自動閉塞式
- 保安裝置：
  - 大宮－櫻木町：D-ATC
  - 櫻木町－大船：D-ATC的ATS-P
- 最高速度：95公里/小時
- 運轉指令所：東京支社東京綜合指令室（ATOS）

## 運行系統
京濱東北線的運行系統，實際上是跟橫濱經磯子至大船的根岸線為一體，正式名稱為「京濱東北線、根岸線」。除了京濱東北線、根岸線系統兩端的大宮站和大船站外，部分列車會以南浦和、赤羽、東十條、田端（只有列車開出）、上野（北行尾班車終點站）、蒲田、鶴見、東神奈川和根岸線的櫻木町、磯子為起終點站。
此外，橫濱線列車在東神奈川－橫濱段與京濱東北線共用線路，但實際橫濱線的運行系統和使用車輛跟京濱東北線是完全獨立的。

### 行駛方向
一般來說，日本的鐵路均以路線起點站作為方向指標：離開起點站的列車成為「下行」，反之則為「上行」。但因為東北本線和東海道本線是在起點－東京站以相反方向出發，故京濱東北線不能以同樣的定義來決定方向。最後，JR東日本內部決定以列車實際行駛方向來識別：大船方向為「南行」，大宮方向則為「北行」。在廣播中則直接以「大船方向」和「大宮方向」稱呼。

### 班次編號
京濱東北線的班次編號由4個數字和一個英文字組成。首兩個數字代表列車在出發站的出發時間（24小時制），後兩個數字則為列車運行編號。南行列車運行編號均為奇數，北行列車則是〔南行列車編號-1〕的偶數。最後的英文字代表列車當天從那個車廠開出──A代表埼玉車輛中心（前稱「浦和電車區」）和下十條運轉區；C代表蒲田電車區；而B則代表前述以外的地方。

### 快速運行
國鐵分割民營化後，接手經營路線的東日本旅客鐵道（JR東日本）於1988年3月13日修訂列車時刻表，與山手線並行的路段在日間（10:30－15:30）開始實施快速運行。初期只停田端、上野、秋葉原、東京、田町五站，令田端－品川的行車時間縮短了7分鐘。而前往不停靠的車站的乘客，需於該五個車站下車，步行往相對的月台轉乘山手線列車（跨月台轉車站制度）。2002年3月，JR東日本收購了東京單軌電車，並併入JR東日本集團的一部分。同年7月14日，為了方便乘客使用東京單軌電車羽田機場線前往東京國際機場（羽田機場），快速列車加停羽田線終點站－濱松町站。
快速列車在其他路段均為各站停車，南行快速列車駛過新橋，北行列車駛過西日暮里後，方向幕均改用沒有「快速」標記的路線方向。（E233系列車則更改列車種類顯示為「各站停車（各駅停車）」）快速列車駛過車站的時候，車站廣播均會作出提示：「京濱東北線的快速列車不停靠本站，請改用山手線的列車，於田端、上野、秋葉原、神田、東京、濱松町、田町站轉乘。（京浜東北線の快速電車は当駅には停車致しません。山手線の電車をご利用下さい。田端、上野、秋葉原、神田、東京、浜松町、田町駅でお乗り換えです）」
在每年12月28日至翌年1月4日，快速運行服務暫停。

## 使用車輛
除自橫濱線直通的列車外，京濱東北線全線列車均以10輛編組，配屬於埼玉車輛中心（前稱「浦和電車區」）。

### 現役車輛
- E233系1000番台（2007年12月22日－）

為汰換服務15年的209系而設計的列車，與投放在中央快速線的0番台屬同一系列。JR東日本預定於2010年前逐漸以E233系全數取代209系列車。 與209系0番台列車不同的是，此系列車的編組並沒有使用六門車輛。首列列車（編組）於2007年8月30日自東急車輛製造出廠，至12月中一直在京濱東北線進行測試。同月22日正式投入服務，首班列車是8時17分從南浦和站前往大船站的列車。2010年1月24日，最後一列209系0番台列車服務最後一班告別列車後退役，自此京濱東北線全線統一使用E233系1000番台列車。
- E233系6000番台（橫濱線用列車，8輛編組）

橫濱線經東神奈川－橫濱一段京濱東北線與根岸線相互直通運行。

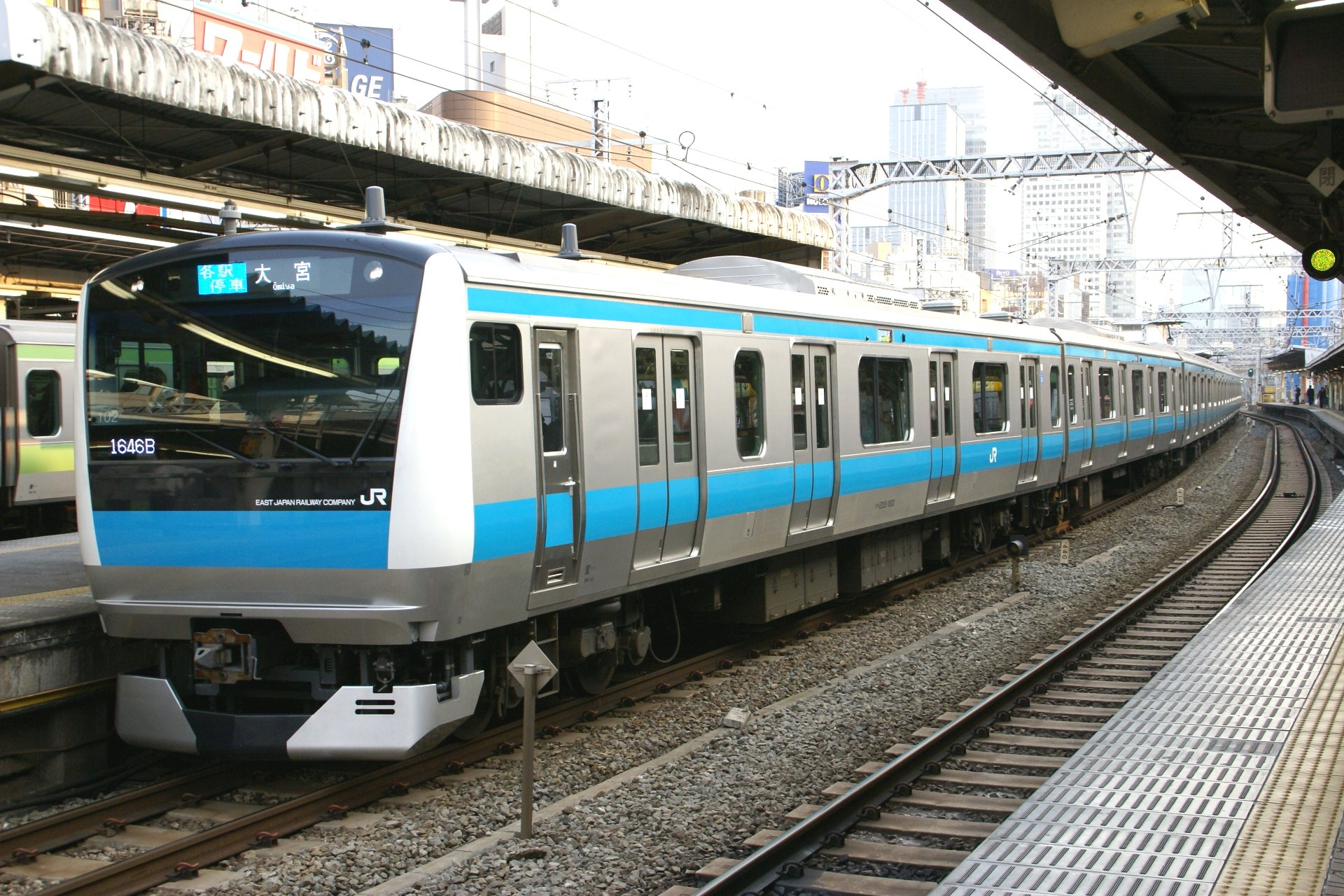
E233系1000番台列車（2008年4月22日攝於神田站）

### 退役車輛
- Deha6340系
- Deha33500系
- Deha63100系
- 30系
- 31系
- 40系
- 50系
- 63系、72系
- 101系
- 103系
- 205系
- 209系
  - 自初期稱為901系（即209系900、910、920番台）試製列車於1992年投入服務至退役為止，209系一直是京濱東北線的主力列車。其中量產的0番台列車是京濱東北線上唯一編有六門車廂的列車（當時統一編於6號車廂）。自2007年起，試製列車受機器老化問題影響而需要提早退役。再加上京濱東北線提升保安裝置為數碼自動列車控制裝置（D-ATC），需要由中央、總武緩行線抽調5輛209系500番台列車應付。E233系1000番台逐漸更換0番台列車時，500番台列車至2009年9月前陸續被轉到其他路線服務（4列轉到京葉線、1列調回中央、總武緩行線）。而0番台列車最終於2010年1月24日完成服務後退役。
  - 部分退役後的0番台車輛被重編及改裝，並轉到其他路線服務。

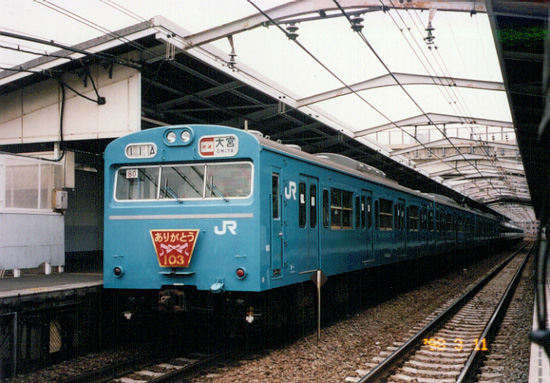
103系
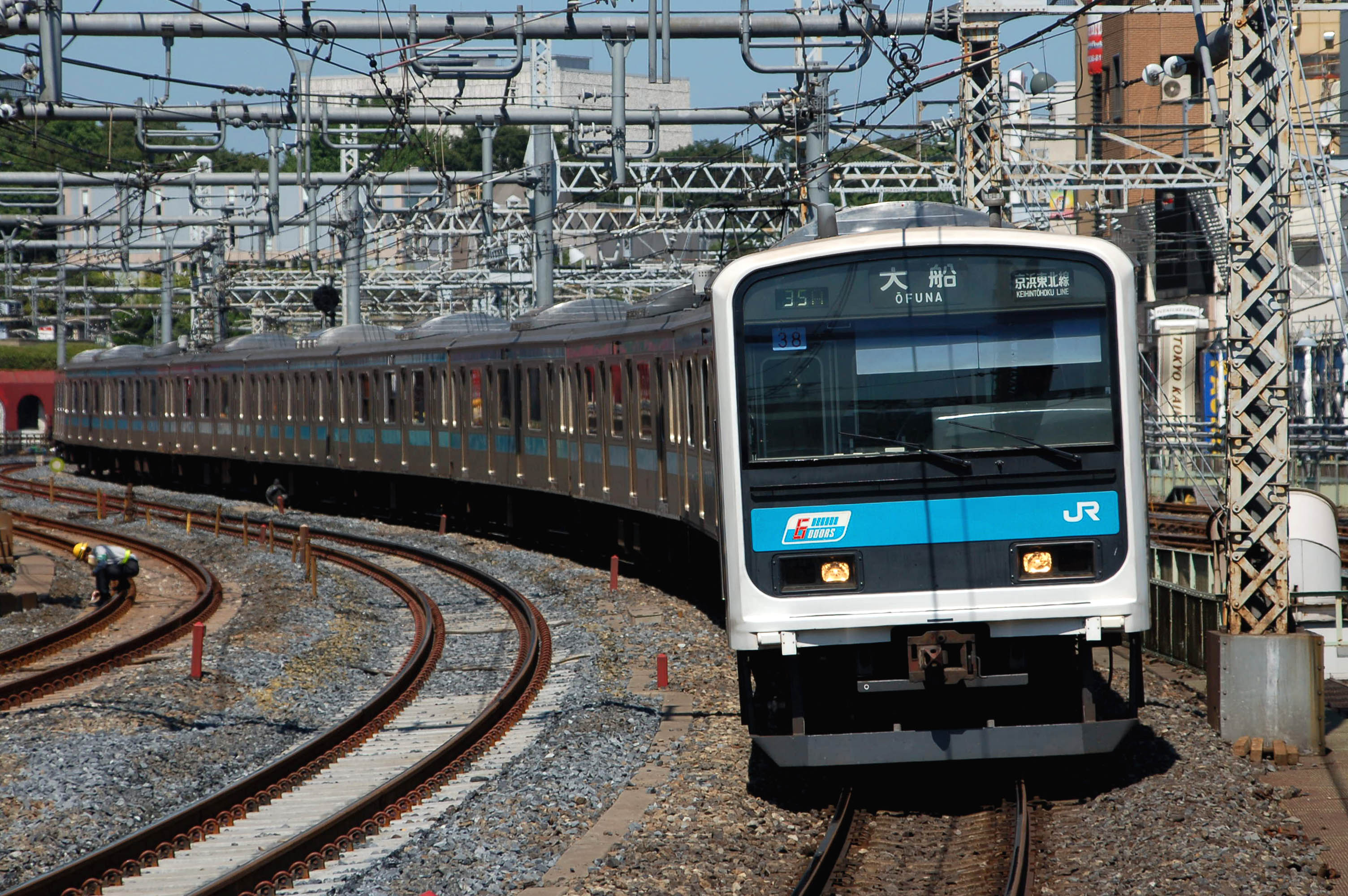
209系0番台（攝於2006年9月20日）
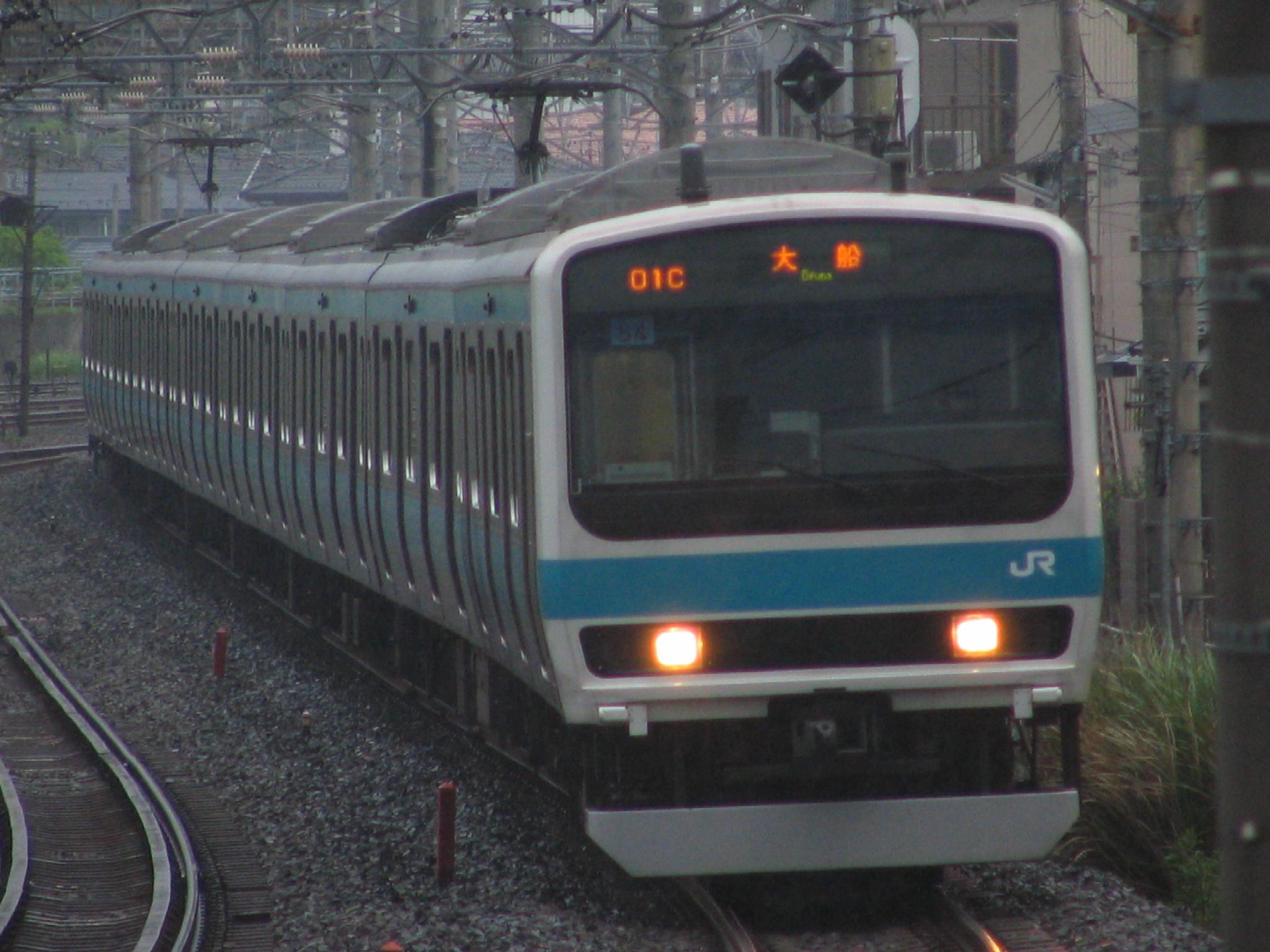
209系500番台（2007年5月10日攝於本鄉台與大船之間）

## 女性專用車廂
京濱東北線於2010年4月19日起實施女性專用車廂制度。此制度只於平日以下時間及路段實施：
- 南行（大宮→東京）：早上7時30分至9時30分到達東京站的列車
- 北行（大船→品川）：早上7時30分至9時30分到達品川站的列車（直通橫濱線列車除外）

女性專用車廂位於列車的3號車廂。

## 歷史

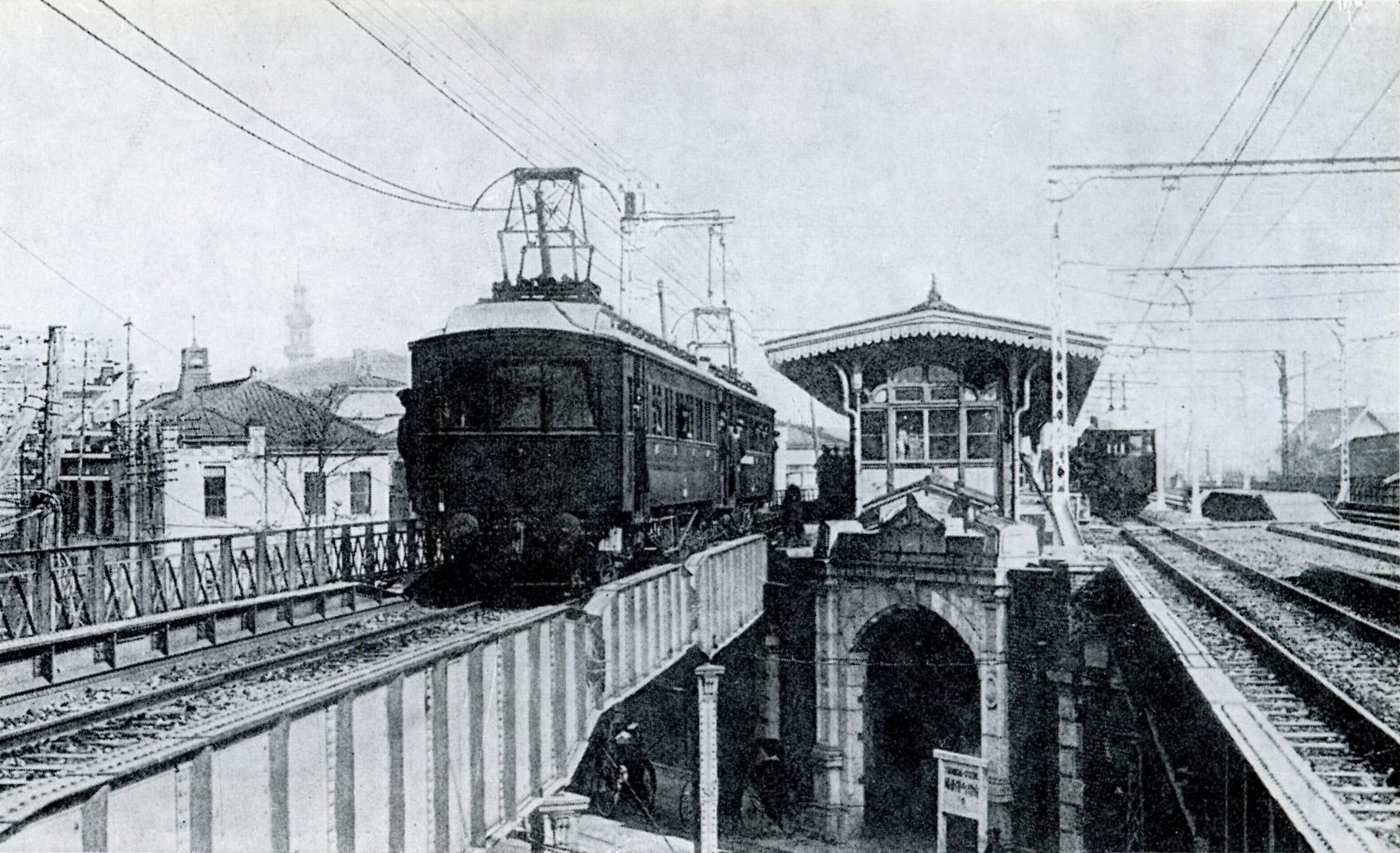
京濱線開業時的有樂町站（圖為月台南端）

- 1914年（大正3年）12月20日：東京站至高島町站（已廢站）之間的東海道本線雙複線之短途通勤鐵路複線部分（日本稱為「電車線」），開始以「京濱線」的名義運行，但東海道本線上的長途城際列車複線（日本稱為「列車線」）仍然維持原本的「東海道線」之名義運作。
  - 當時路線被稱為「京濱電車」，是內閣鐵道院最長的鐵路路線。其中一輛的後半部分設有二等車廂（相當於現時的綠色車廂，此類車輛被稱為「二、三等合造車」）。
  - 雖然京濱線趕及與東京站同一日開業，但因為準備不足，開業當天貴賓乘坐的下行列車（高島町方向）途中發生故障停駛的尷尬事件。事件導致當時鐵道院總裁仙石貢需於翌日在各大報章刊登道歉聲明。此後因事故頻仍而於12月26日停駛，其後經過半年的測試後才重開。
- 1914年（大正3年）12月26日：暫停運行，京濱線専用的大井町站和高島町站暫停營業。
- 1915年（大正4年）5月10日：再次開始運行，大井町站、高島町站復業。
- 1915年（大正4年）8月15日：列車的終點站移至橫濱站，高島町站被廢除。
- 1915年（大正4年）12月30日：運行路線往南延伸至櫻木町站。
- 1928年（昭和3年）2月1日：東北本線田端站 - 赤羽站間電車線（複線）完成，運行路線往北延伸至赤羽。
  - 延伸的路線自1925年11月1日開業的山手線中田端站開始於山手線分離，然後往北延伸至赤羽站。選擇此延伸路線的目的是要與駛經尾久站的東北本線列車線分開行駛。建設王子和赤羽兩站時，曾在車站旁邊築堤。（在赤羽站建築的堤已於赤羽站高架化工程時被拆毀）
- 1932年（昭和7年）9月1日：東北本線列車線赤羽 - 大宮間直流電化，電車運行路線（此路段與列車線共用直到1968年）再往北延伸至大宮站。
  - 延伸後初期使用與現名相反的東北、京濱線，至1956年11月19日才改用現名。
- 1938年（昭和13年）9月3日：為了將車輛用作戰時輸送，廢除二等車廂制度。
- 1945年（昭和20年）4月15日：車輛基地（蒲田電車區）受到空襲而燒毀，需要暫時以蒸汽機車及客車維持服務。
- 1945年（昭和20年）5月29日：橫濱大空襲時，東神奈川電車區受到空襲而燒毀。
- 1949年（昭和24年）9月15日：實行婦女兒童專用車廂制度（將美軍專用車輛後半部分更改用途）。
- 1951年（昭和26年）4月24日：櫻木町站因為站內工程疏忽而導致兩輛車輛被燒毀，車上106人喪生的慘劇（櫻木町事故）。事件導致第二任國鐵總裁加賀山之雄引咎辭職。
- 1951年（昭和26年）12月：廢除美軍專用車輛制度，車輛改裝為二等車廂。
- 1952年（昭和27年）3月15日：正式再次實施二等車廂制度。
- 1956年（昭和31年）11月19日：田端至田町的一段完成鋪設專屬軌道，不需再與山手線電車共用軌道。同日更名為現稱。
  - 工程完成後，田端至田町路段電車線全線均為四線（京濱東北線使用外側兩線，山手線使用內側兩線）。
- 1957年（昭和32年）6月30日：廢除二等車廂。
- 1964年（昭和39年）5月19日：根岸線至磯子的路段開業，開始與本線直通運行。橫濱站至櫻木町站的一段從東海道本線改屬於根岸線。
- 1965年（昭和40年）10月：103系投入服務。
- 1968年（昭和43年）10月1日：大宮至赤羽一段完成鋪設專屬電車線軌道，自此與東北本線列車線分開行駛。
  - 這是「通勤五方面作戰」的一部分，目的是將近距離電車、長距離列車和貨運列車的線路分開，以增加輸送效率。
- 1970年（昭和45年）11月：101系從中央快速線轉至此線繼續服務。
- 1971年（昭和46年）4月19日：72系自本線退役。
- 1973年（昭和48年）4月9日：根岸線延伸至大船，組成現時的運行系統。
- 1974年（昭和49年）5月：對應使用自動列車控制裝置（ATC）的103系自山手線轉至此線繼續服務。原有的101系則轉到南武線繼續服務，而103系初期型經改裝後則轉到橫濱線和青梅線繼續服務。
- 1981年（昭和56年）12月6日：大宮至蒲田的一段開始使用自動列車控制裝置。
- 1984年（昭和59年）1月29日：蒲田至橫濱的路段和根岸線開始使用自動列車控制裝置。
- 1988年（昭和63年）3月13日：東京市中心路段（田端至田町）開始在非繁忙時段實施快速運行
- 1989年（平成元年）10月27日：205系投入服務。
- 1992年（平成4年）5月7日：901系（209系試製車）投入服務。
- 1993年（平成5年）2月15日：209系量產型投入服務。
- 1995年（平成7年）5月24日：209系加入6門車輛的編組。
- 1996年（平成8年）2月：205系自本線退役，調往延伸至惠比壽的埼京線以增強服務。
- 1998年（平成10年）3月：103系全部自本線退役。
- 1998年（平成10年）7月4日：開始使用東京圈輸送管理系統（ATOS）。
- 2001年（平成13年）1月5日：從中央、總武緩行線抽調的3列209系500番台列車相繼投入服務。
- 2002年（平成14年）7月14日：快速運行時加停濱松町站。
- 2003年（平成15年）12月21日：南浦和至鶴見一段開始使用D-ATC。
- 2007年（平成19年）12月22日：E233系1000番台列車投入服務。
- 2009年（平成21年）8月14日：大宮至南浦和及鶴見至橫濱，以及與根岸線直通運行的路段開始使用D-ATC，實現全線使用D-ATC。
- 2010年（平成22年）1月24日：209系全部自本線退役。京濱東北線全線統一使用E233系1000番台列車運行。
- 2010年（平成22年）4月19日：實行女性專用車廂制度，詳細請參閱有關段落。
- 2014年（平成26年）2月23日：發生京濱東北線出軌事故
- 2015年（平成27年）3月14日：所有快速運行時加停神田站，假日快速更加停御徒町站。

## 過去及現今重要問題

### 擁擠問題
京濱東北線上行線（大船/大宮往東京方向）的使用率一直在180%左右，為日本全國最擁擠的鐵路路線之一。根據2011年國土交通省調查，其中南行線上野至秋葉原之間在繁忙時間的使用率更達194%。 這是因為未有上野東京線前，使用東北本線列車線的宇都宮線和高崎線以及常磐線列車的南行終點站仍在上野站，導致進入東京市中心和轉乘東海道線的乘客需要轉乘山手線外環電車和京濱東北線南行電車。當時丸之內、汐留、品川附近正在開發，令使用該段路線的上班族人數急增，最終導致擁擠程度加劇。為了舒緩當時擁擠情況，JR東日本在2007年3月18日修正列車時間表時，在繁忙時間增加一班山手線外環電車。但隨著上野東京線完成，上野以北的乘客能利用該線直入東京市中心和轉乘東海道線，故此本線在上野站的擠逼情況已得到大幅改善。

### 延誤率最高的路線
近年京濱東北線列車延誤情況異常嚴重，主要有兩個原因。首先近年（2005－2007年）在京濱東北線路段跳軌自殺的人數急劇上升，並已超越中央快速線（2006年京濱東北線27宗，中央快速線15宗；2007年京濱東北線38宗，中央快速線29宗）。此外，209系列車上的機器老化情況嚴重，多次因為列車故障而導致延遲，甚至影響相關路線也需要延誤。為解決此問題，JR東日本已在2007年12月起引入E233系1000番台列車，以取代209系列車，現在已經完成更換列車，其延誤率得到減少。

### 遮斷過久的平交道
在東海道線路段（特別是蒲田－大森一段），由於並行路線過多（與東海道線、橫須賀線、湘南新宿線並行）、車輛編組過長（客運列車：10-15輛，貨運列車：20輛或以上）而造成平交道遮斷時間過久，影響道路交通。2005年更發生兩名女性在橫過平交道時被列車撞到的慘劇，引起媒體廣泛報導。

## 車站列表
- 由於各站停車列車均停表內所有車站，故表內只顯示快速列車的路線
- 特定都區市內制度適用範圍車站：：東京山手線內、：東京都區內、：橫濱市內
- 停靠站
  - 各站停車：停靠全線所有車站
  - 快速：●、■為停靠站、▲為只限周末及假日停靠、｜為通過站
    - ■、▲為京濱東北線快速列車可以與山手線進行跨月台轉乘
- 接續路線名：東日本旅客鐵道的路線名為運行系統上的名稱。站名若有不同以⇒標示另一站名。

| 正式路線名                    | 車站編號    | 中文站名   | 日文站名 | 英文站名 | 站間營業距離 | 累計營業距離 | 累計營業距離 | 快速 | 接續路線、備註 | 所在地        | 所在地        | 所在地   |
| 正式路線名                    | 車站編號    | 中文站名   | 日文站名 | 英文站名 | 站間營業距離 | 大宮起計     | 東京起計     | 快速 | 接續路線、備註 | 所在地        | 所在地        | 所在地   |
| ----------------------------- | ----------- | ---------- | -------- | -------- | ------------ | ------------ | ------------ | --- | --- | ------------- | ------------- | -------- |
| 東北本線                      |             | 大宮       |          |          | -            | 0.0          | 30.3         | ● | 東日本旅客鐵道： 東北新幹線、山形新幹線、秋田新幹線、上越新幹線、北陸新幹線、 宇都宮線（東北線）、高崎線、上野東京線（JU07）、 湘南新宿線（JS24）、 埼京線（JA26）、川越線 東武鐵道： 野田線（東武都市公園線）（TD-01） 埼玉新都市交通：伊奈線（New Shuttle） | 埼玉縣        | 埼玉市        | 大宮區   |
| 東北本線                      |             | 埼玉新都心 |          |          | 1.6          | 1.6          | 28.7         | ● | 東日本旅客鐵道： 宇都宮線（東北線）、高崎線、上野東京線（JU06） | 埼玉縣        | 埼玉市        | 大宮區   |
| 東北本線                      |             | 與野       |          |          | 1.1          | 2.7          | 27.6         | ● | | 埼玉縣        | 埼玉市        | 浦和區   |
| 東北本線                      |             | 北浦和     |          |          | 1.6          | 4.3          | 26.0         | ● | | 埼玉縣        | 埼玉市        | 浦和區   |
| 東北本線                      |             | 浦和       |          |          | 1.8          | 6.1          | 24.2         | ● | 東日本旅客鐵道： 宇都宮線（東北線）、高崎線、上野東京線（JU05）、 湘南新宿線（JS23） | 埼玉縣        | 埼玉市        | 浦和區   |
| 東北本線                      |             | 南浦和     |          |          | 1.7          | 7.8          | 22.5         | ● | 東日本旅客鐵道： 武藏野線（JM25） | 埼玉縣        | 埼玉市        | 南區     |
| 東北本線                      |             | 蕨         |          |          | 2.8          | 10.6         | 19.7         | ● | | 埼玉縣        | 蕨市          | 蕨市     |
| 東北本線                      |             | 西川口     |          |          | 1.9          | 12.5         | 17.8         | ● | | 埼玉縣        | 川口市        | 川口市   |
| 東北本線                      |             | 川口       |          |          | 2.0          | 14.5         | 15.8         | ● | | 埼玉縣        | 川口市        | 川口市   |
| 東北本線                      |             | 赤羽       |          |          | 2.6          | 17.1         | 13.2         | ● | 東日本旅客鐵道： 宇都宮線（東北線）、高崎線、上野東京線（JU04）、 湘南新宿線（JS22）、 埼京線（JA15） 東京地下鐵： 南北線 ⇒赤羽岩淵（N-19） 埼玉高速鐵道：埼玉高速鐵道線 ⇒赤羽岩淵 | 東京都        | 北區          | 北區     |
| 東北本線                      |             | 東十條     |          |          | 1.8          | 18.9         | 11.4         | ● | | 東京都        | 北區          | 北區     |
| 東北本線                      |             | 王子       |          |          | 1.5          | 20.4         | 9.9          | ● | 東京地下鐵： 南北線（N-16） 東京都電車： 荒川線（東京櫻電） ⇒王子站前：SA 16 | 東京都        | 北區          | 北區     |
| 東北本線                      |             | 上中里     |          |          | 1.1          | 21.5         | 8.8          | ● | | 東京都        | 北區          | 北區     |
| 東北本線                      |             | 田端       |          |          | 1.7          | 23.2         | 7.1          | ■ | 東日本旅客鐵道： 山手線（JY09） | 東京都        | 北區          | 北區     |
| 東北本線                      |             | 西日暮里   |          |          | 0.8          | 24.0         | 6.3          | ｜ | 東日本旅客鐵道： 山手線（JY08） 東京地下鐵： 千代田線（C-16） 東京都交通局： 日暮里-舍人線（NT 02） | 東京都        | 荒川區        | 荒川區   |
| 東北本線                      |             | 日暮里     |          |          | 0.5          | 24.5         | 5.8          | ｜ | 東日本旅客鐵道： 山手線（JY07）、 常磐線（JJ02） 京成電鐵： 本線（KS02） 東京都交通局： 日暮里-舍人線（NT 01） | 東京都        | 荒川區        | 荒川區   |
| 東北本線                      |             | 鶯谷       |          |          | 1.1          | 25.6         | 4.7          | ｜ | 東日本旅客鐵道： 山手線（JY06） | 東京都        | 台東區        | 台東區   |
| 東北本線                      |             | 上野       |          |          | 1.1          | 26.7         | 3.6          | ■ | 東日本旅客鐵道： 東北新幹線、山形新幹線、秋田新幹線、上越新幹線、北陸新幹線、 山手線（JY05）、 宇都宮線（東北本線）、高崎線（JU02）、 常磐線、上野東京線（JJ01） 東京地下鐵： 銀座線（G-16）、 日比谷線（H-18） 京成電鐵： 本線 ⇒京成上野（KS01） | 東京都        | 台東區        | 台東區   |
| 東北本線                      |             | 御徒町     |          |          | 0.6          | 27.3         | 3.0          | ▲ | 東日本旅客鐵道： 山手線（JY04） 東京地下鐵： 銀座線 ⇒上野廣小路（G-15） 東京地下鐵： 日比谷線 ⇒仲御徒町（H-17） 都營地下鐵： 大江戶線 ⇒上野御徒町（E-09） | 東京都        | 台東區        | 台東區   |
| 東北本線                      |             | 秋葉原     |          |          | 1.0          | 28.3         | 2.0          | ■ | 東日本旅客鐵道： 山手線（JY03）、 總武線（各站停車）（JB19） 首都圈新都市鐵道： 筑波快線（TX01） 東京地下鐵： 日比谷線（H-16） 都營地下鐵： 新宿線 ⇒岩本町（S-08） | 東京都        | 千代田區      | 千代田區 |
| 東北本線                      |             | 神田       |          |          | 0.7          | 29.0         | 1.3          | ■ | 東日本旅客鐵道： 山手線（JY02）、 中央線（JC02） 東京地下鐵： 銀座線（G-13） 東京地下鐵： 千代田線 ⇒新御茶之水（C-12） 都營地下鐵： 新宿線 ⇒小川町（S-07） | 東京都        | 千代田區      | 千代田區 |
| 東北本線                      |             | 東京       |          |          | 1.3          | 30.3         | 0.0          | ■ | 東日本旅客鐵道： 東北新幹線、山形新幹線、秋田新幹線、上越新幹線、北陸新幹線、 中央線（JC01）、 山手線（JY01）、 東海道線（上野東京線）（JT01）、 橫須賀·總武快速線（JO19）、 京葉線（JE01） 東海旅客鐵道： 東海道新幹線 東京地下鐵： 丸之內線（M-17） 東京地下鐵： 東西線 ⇒大手町（T-09） 東京地下鐵： 千代田線 ⇒二重橋前（C-10） 都營地下鐵： 三田線 ⇒大手町（I-09） | 東京都        | 千代田區      | 千代田區 |
| 東海道本線                    |             | 東京       |          |          | 1.3          | 30.3         | 0.0          | ■ | 東日本旅客鐵道： 東北新幹線、山形新幹線、秋田新幹線、上越新幹線、北陸新幹線、 中央線（JC01）、 山手線（JY01）、 東海道線（上野東京線）（JT01）、 橫須賀·總武快速線（JO19）、 京葉線（JE01） 東海旅客鐵道： 東海道新幹線 東京地下鐵： 丸之內線（M-17） 東京地下鐵： 東西線 ⇒大手町（T-09） 東京地下鐵： 千代田線 ⇒二重橋前（C-10） 都營地下鐵： 三田線 ⇒大手町（I-09） | 東京都        | 千代田區      | 千代田區 |
|                               | 有樂町      |            |          | 0.8      | 31.1         | 0.8          | ｜           | 東日本旅客鐵道： 山手線（JY30）、 京葉線 ⇒東京（JE01） 東京地下鐵： 有樂町線（Y-18） 東京地下鐵： 日比谷線、 千代田線 ⇒日比谷（H-08、C-09） 都營地下鐵： 三田線 ⇒日比谷（I-08） （設有地下通道通往銀座站、東銀座站）                                                     | | 東京都        | 千代田區      | 千代田區 |
|                               | 新橋        |            |          | 1.1      | 32.2         | 1.9          | ｜           | 東日本旅客鐵道： 山手線（JY29）、 東海道線、上野東京線（JT02）、 橫須賀·總武快速線（JO18） 東京地下鐵： 銀座線（G-08） 都營地下鐵： 淺草線（A-10） 百合鷗： 臨海線（U-01）                                                                                               | 港區 | 港區          |               |          |
|                               | 濱松町      |            |          | 1.2      | 33.4         | 3.1          | ■            | 東日本旅客鐵道： 山手線（JY28） 東京單軌電車： 羽田機場線 ⇒單軌電車濱松町（MO01） 都營地下鐵： 淺草線、 大江戶線 ⇒大門（A-09、E-20） | 港區 | 港區          |               |          |
|                               | 田町        |            |          | 1.5      | 34.9         | 4.6          | ■            | 東日本旅客鐵道： 山手線（JY27） 都營地下鐵： 淺草線、 三田線 ⇒三田（A-08、I-04） | 港區 | 港區          |               |          |
|                               | 高輪Gateway |            |          | 1.3      | 36.2         | 5.9          | ●            | 東日本旅客鐵道： 山手線（JY26） | 港區 | 港區          |               |          |
|                               | 品川        |            |          | 0.9      | 37.1         | 6.8          | ●            | 東日本旅客鐵道： 山手線（JY25）、 東海道線、上野東京線（JT03）、 橫須賀·總武快速線（JO17） 東海旅客鐵道： 東海道新幹線 京濱急行電鐵： 本線（KK01） | 港區 | 港區          |               |          |
|                               | 大井町      |            |          | 2.4      | 39.5         | 9.2          | ●            | 東急電鐵： 大井町線（OM01） 東京臨海高速鐵道： 臨海線（R07） | 品川區 | 品川區        |               |          |
|                               | 大森        |            |          | 2.2      | 41.7         | 11.4         | ●            | | 大田區 | 大田區        |               |          |
|                               | 蒲田        |            |          | 3.0      | 44.7         | 14.4         | ●            | 東急電鐵： 池上線（IK15）、 東急多摩川線（TM07） | 大田區 | 大田區        |               |          |
|                               | 川崎        |            |          | 3.8      | 48.5         | 18.2         | ●            | 東日本旅客鐵道： 東海道線、上野東京線（JT04）、 南武線（JN01） 京濱急行電鐵： 本線、 大師線 ⇒京急川崎（KK20） | 神奈川縣 | 川崎市 川崎區 | 川崎市 川崎區 |          |
|                               | 鶴見        |            |          | 3.5      | 52.0         | 21.7         | ●            | 東日本旅客鐵道： 鶴見線（JI01） 京濱急行電鐵： 本線 ⇒京急鶴見（KK29） | 神奈川縣 | 橫濱市        | 鶴見區        |          |
|                               | 新子安      |            |          | 3.1      | 55.1         | 24.8         | ●            | 京濱急行電鐵： 本線 ⇒京急新子安（KK32） | 神奈川縣 | 橫濱市        | 神奈川區      |          |
|                               | 東神奈川    |            |          | 2.2      | 57.3         | 27.0         | ●            | 東日本旅客鐵道： 橫濱線（JH13） 京濱急行電鐵： 本線 ⇒京急東神奈川（KK35） | 神奈川縣 | 橫濱市        | 神奈川區      |          |
|                               | 橫濱        |            |          | 1.8      | 59.1         | 28.8         | ●            | 東日本旅客鐵道： 東海道線、上野東京線（JT05）、 橫須賀·總武快速線（JO13）、 根岸線（直通運行，參見下述）、 湘南新宿線（JO13） 東急電鐵： 東橫線（TY21） 橫濱高速鐵道： 港未來線（MM01） 京濱急行電鐵： 本線（KK37） 相模鐵道： 本線（SO01） 橫濱市營地下鐵： 藍線（B20） | 神奈川縣 | 橫濱市        | 西區          |          |
| 直通運行路段：至 根岸線大船站 |             |            |          |          |              |              |              | | |               |               |          |

- 南浦和站－蕨站之間通過川口市，但此路段不設站。此外，神田站－東京站之間通過東京都中央區亦不設站。
- 東海道本線路段的廢站、廢止信號場參見「東海道本線」。

## 腳注
1. ↑  JR keihin-tohoku